# Zita Gurmai

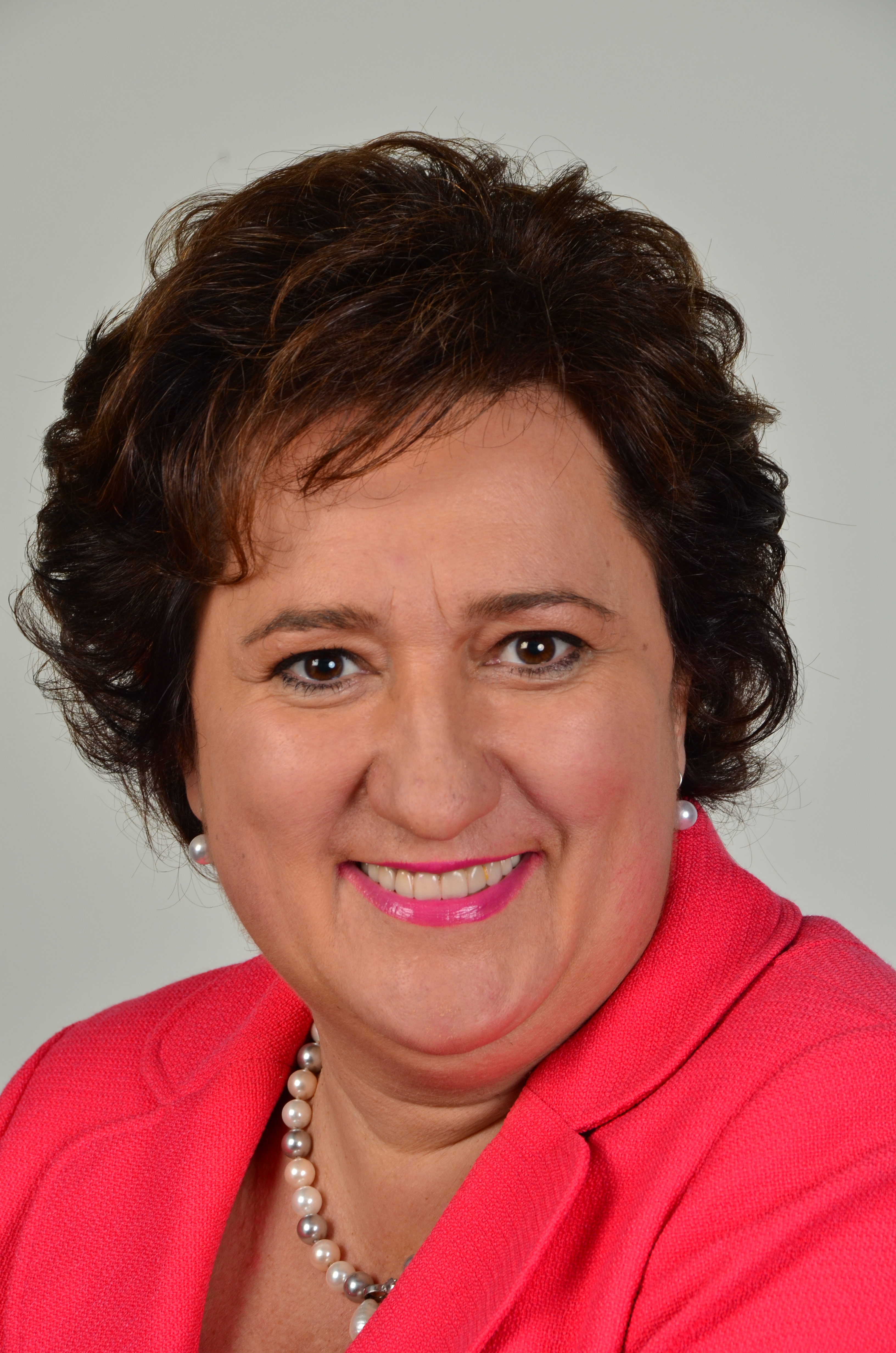
Gurmai, 2014

Zita Gurmai este un om politic maghiar, membru al Parlamentului European în perioada 2004-2009 din partea Ungariei.
1. ↑  pace.coe.int
2. ↑  Parliamentary Information System[*] Verificați valoarea |titlelink= (ajutor);
3. ↑  Deputații în Parlamentul European